# SOMAFEL
A SOMAFEL - Engenharia e Obras Ferroviárias, S.A., mais conhecida pela denominação SOMAFEL, é uma empresa portuguesa de engenharia e construção ferroviária.

## Caracterização
A SOMAFEL caracteriza-se como uma sociedade anónima, com sede em Porto Salvo, cuja principal actividade se prende com a construção, renovação e manutenção de infra-estruturas ferroviárias, e a edificação de diversas estruturas necessárias às actividades ferroviárias, mas que não se enquadram directamente neste ramo, como terraplanagens, drenagens, muros, entre outras.

## Evolução histórica
Constituída em 1956 por Diogo Pereira Coutinho, iniciou as suas actividades no ramo da construção ferroviária na Década de 1960, em Angola e no Metropolitano de Lisboa. Em 1992, o seu capital foi totalmente adquirido pelas empresas Teixeira Duarte - Engenharia e Construção, S.A., e Soares da Costa, SGPS S.A.. Em 2002, iniciou o seu primeiro projecto em Marrocos.

## Projectos concluídos
Construção de infra-estruturas ferroviárias

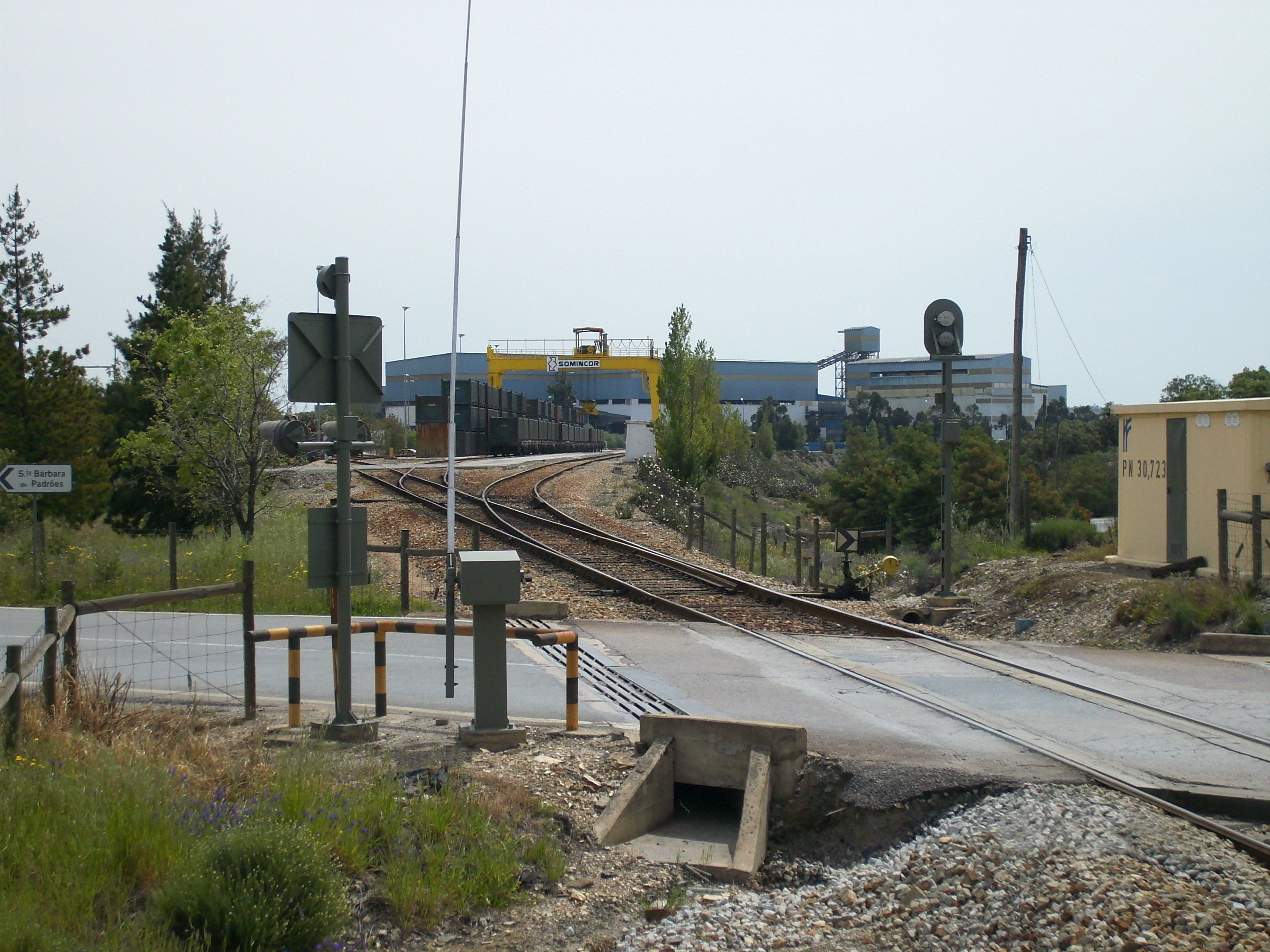
Ramal da Mina de Neves Corvo.

- Construção da Variante do Caminho de Ferro de Moçâmedes (Angola, 1963)
- Construção do Ramal das Cinzas da EDP em Sines (1988)
- Construção do Ramal da Somincor, entre Ourique e Neves Corvo (1990)
- Construção do Ramal das Pirites Alentejanas (Aljustrel, 1991)
- Construção do Troço Pinhal Novo - Penalva do Eixo Norte-SulEixo Norte-Sul (1993)
- Construção do troço entre as Estações Ferroviárias de Pragal e Fogueteiro do Eixo Norte-Sul (1998)
- Quadruplicação da via entre a Estação Ferroviária de Sete Rios e Benfica, na Linha de Sintra (Lisboa, 1994)
- Quadruplicação da via entre as Estações Ferroviárias de Braço de Prata e Alhandra, na Linha do Norte (1996)
- Duplicação de vários troços de via em Marrocos (2002)

Renovação, conservação e manutenção de vias ferroviárias

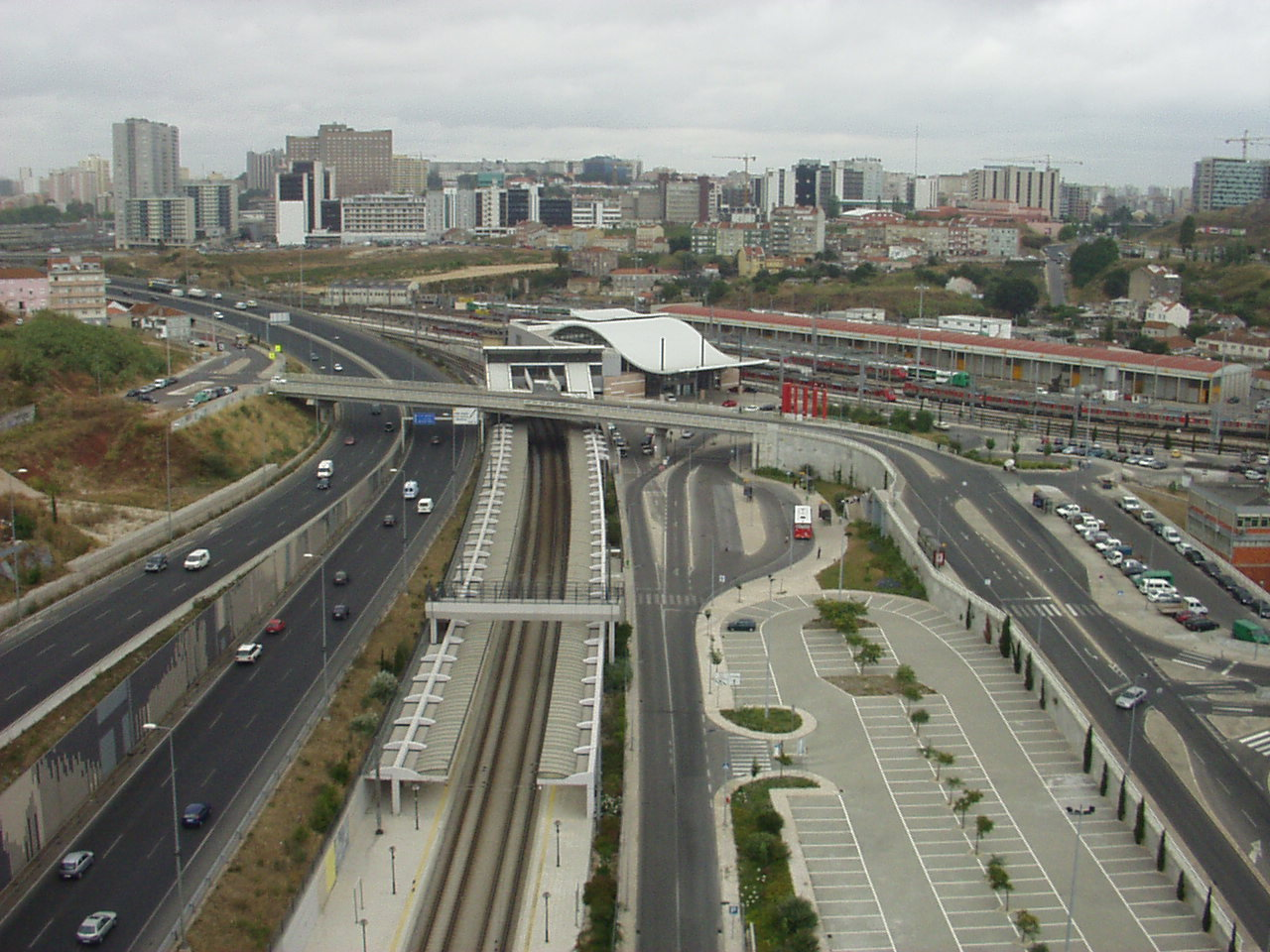
Estação Ferroviária de Campolide, início da Linha do Sul.

- Renovação integral de via da rede Ferroviária Portuguesa, num total de 1600 quilómetros (1970 - 1975)
- Renovação integral de 538 km da Linha Férrea Nacala - Cuamba (Moçambique, 1984- 1993)
- Renovação de vários troços de via, na Linha da Beira Alta (1994)
- Renovação da Linha de Leixões (1995)
- Renovação e modernização de vários troços da Linha do Norte, em consórcio (1999 - 2005)
- Renovação e modernização de vários troços da Linha do Sul (2002 - 2004)
- Conservação mecânica pesada da Rede Ferroviária Nacional desde 1974 (abrange cerca de 500 quilómetros por ano)
- Conservação plurianual da Linha da Beira Alta, em regime de disponibilidade permanente da infra-estrutura (1999 - 2004)
- Rebalastragem de diversos troços da Linha do Oeste (2000 - 2002)
- Rebalastragem de vários troços da Linha do Norte (1994 - 1996)
- Reabilitação do Túnel do Rossio (Lisboa, 2005 - 2006)[6]

Construção e manutenção de metropolitanos ligeiros e pesados

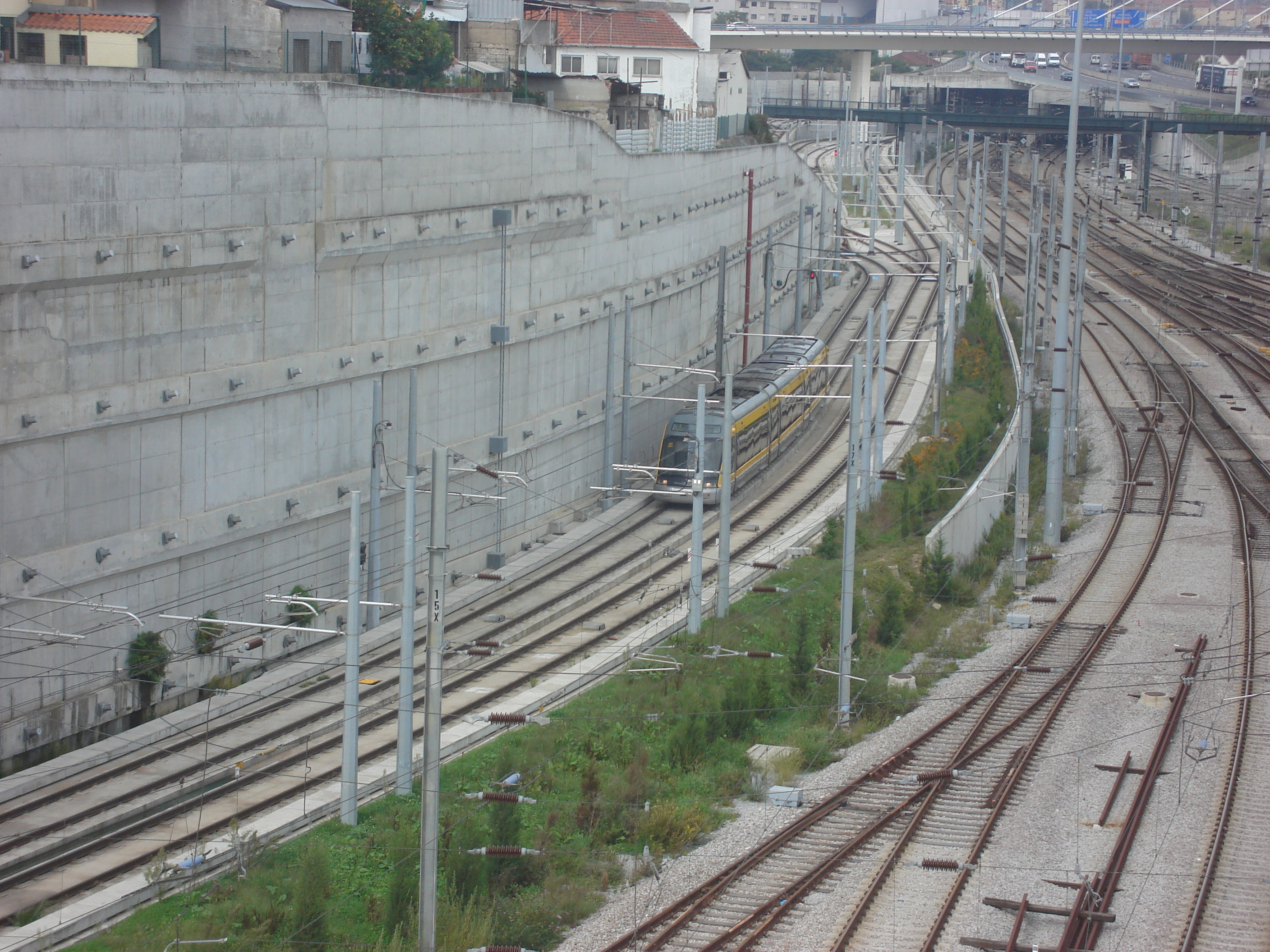
Metro do Porto, junto à Estação Ferroviária de Porto-Campanhã.

- Construção de vários troços do Metropolitano de Lisboa (desde 1966)
- Balastragem e betonagem de vias no Metro do Porto
- Construção do Parque de Material Circulante do Metro do Porto em Guifões
- Construção de via do Metro Sul do Tejo, em consórcio (projecto em curso)

Projectos especiais
- Construção do Sistema Automático de Transporte Urbano (SATU) (Oeiras)
- Construção do caminho de rolamento portuário em Sines
- Soldadura eléctrica dos carris no tabuleiro ferroviário da Ponte 25 de Abril
- Edificação de via sem fixações, embebida em elastómero, na Estação Ferroviária do Cais do Sodré e no Túnel Ferroviário do Pragal (Lisboa)
- Adequação do sistema de catenária das gares de Vaires-sur-Marne e Chelles, em França